# Oscar Ibarra García
Oscar Ibarra García (Morón, 15 de septiembre de 1899-Buenos Aires, 1949) fue un abogado y diplomático argentino. Se desempeñó como subsecretario de Relaciones Exteriores en dos oportunidades, ministro plenipotenciario en Dinamarca y como embajador en Estados Unidos en 1945.

## Biografía
Estudió en la Facultad de Derecho y Ciencias Sociales de la Universidad de Buenos Aires. Ingresó al servicio exterior en 1932, ocupando puestos en el Ministerio de Relaciones Exteriores y Culto de la Nación. Entre 1935 y 1936 fue vicepresidente del comité organizador de la Conferencia Interamericana de Consolidación de la Paz, celebrada en Buenos Aires.
Fue subsecretario de Relaciones Exteriores en 1937 (bajo el canciller Carlos Saavedra Lamas), y nuevamente entre septiembre de 1943 y enero de 1945 (bajo los cancilleres Alberto Gilbert, Diego I. Mason y Orlando L. Peluffo).
Entre 1937 y 1942 fue ministro plenipotenciario en Dinamarca, y entre 1942 y 1943 cumplió funciones en el Ministerio de Relaciones Exteriores y Culto.
En abril de 1945 el presidente de facto Edelmiro Julián Farrell lo designó embajador en Estados Unidos, luego de que las relaciones bilaterales estuvieran suspendidas por más de un año por falta de reconocimiento al gobierno de Farrell. Presentó sus cartas credenciales el 8 de mayo ante el presidente Harry S. Truman. Permaneció en el cargo poco tiempo, ya que fue llamado a Buenos Aires en septiembre de 1945.
En Estados Unidos también fue delegado argentino en la Conferencia de San Francisco que creó la Carta de las Naciones Unidas. Hizo gestiones en la embajada soviética en Washington para intercambiar funcionarios diplomáticos y consulares, mientras se buscaba que la Unión Soviética votase a favor de la admisión de Argentina en la Conferencia. También hizo gestiones exitosas con la delegación china en San Francisco para establecer relaciones diplomáticas con la República de China (1912-1949).
En octubre de 1945, fue designado embajador en Cuba, pero al mes siguiente la designación fue dejada sin efecto, pasando (a pedido del propio Ibarra García) a disponibilidad.

## Condecoraciones
- España: Caballero Gran Cruz de la Orden de Isabel la Católica (1944).[8]